# Zegerskappe
Zegerscappel (tiếng Hà Lan: Zegerskappel) là một xã thuộc tỉnh Nord trong vùng Hauts-de-France phía bắc nước Pháp. Xã này nằm ở khu vực có độ cao trung bình 30 mét trên mực nước biển.
Xã có cự ly 15 km (9,3 mi) về phía nam Dunkirk.